# Nasva (Hiiumaa)
Nasva is een plaats in de Estlandse gemeente Hiiumaa in de gelijknamige provincie. De plaats heeft de status van dorp (Estisch: küla).
Tot in oktober 2017 behoorde het dorp tot de gemeente Käina. In die maand werden de vier gemeenten van de provincie Hiiumaa samengevoegd tot één gemeente Hiiumaa.

## Bevolking
De ontwikkeling van het aantal inwoners blijkt uit het volgende staatje:
| Jaar            | 2000 | 2011 | 2021 |
| --------------- | ---- | ---- | ---- |
| Aantal inwoners | 29   | 35   | 37   |

## Omgeving
Nasva ligt aan het begin van de westelijke dam tussen de eilanden Hiiumaa en Kassari. Tussen het dorp en de Baai van Käina, de binnenzee tussen de twee dammen die de eilanden verbinden, ligt een dicht woud van jeneverbesstruiken, die tot tien meter hoog kunnen worden. Het terrein wordt wel kadakamets (‘jeneverbeswoud’) genoemd.
Aan de Oostzeekant van de dam ligt de Baai van Jausa (Estisch Jausa laht). Hier ligt het zandstrand Lussu liiva, dat populair is bij zwemmers. Dankzij de beschutte ligging blijft het water er lang warm.
Bij Nasva horen de onbewoonde eilandjes Härglaid, Laiarahu, Männaklaid, Mustakivi laid en Vareslaid. Laiarahu ligt in de Baai van Jausa, de andere eilandjes in de Baai van Käina.
De Tugimaantee 83, de secundaire weg van Suuremõisa via Käina naar Emmaste, loopt langs het dorp.
Nasva ligt in het natuurpark Käina lahe-Kassari maastikukaitseala (32,1 km²), dat de Baai van Käina en de oevers omvat.

## Geschiedenis
Nasva werd pas voor het eerst genoemd in 1922 als dorp op het voormalige landgoed Putkas (Putkaste). Op de plaats van Nasva had eerder een dorp gelegen, dat de naam Välliku (Duits: Wellika) droeg. Het was al voor 1922 verdwenen.

## Foto's

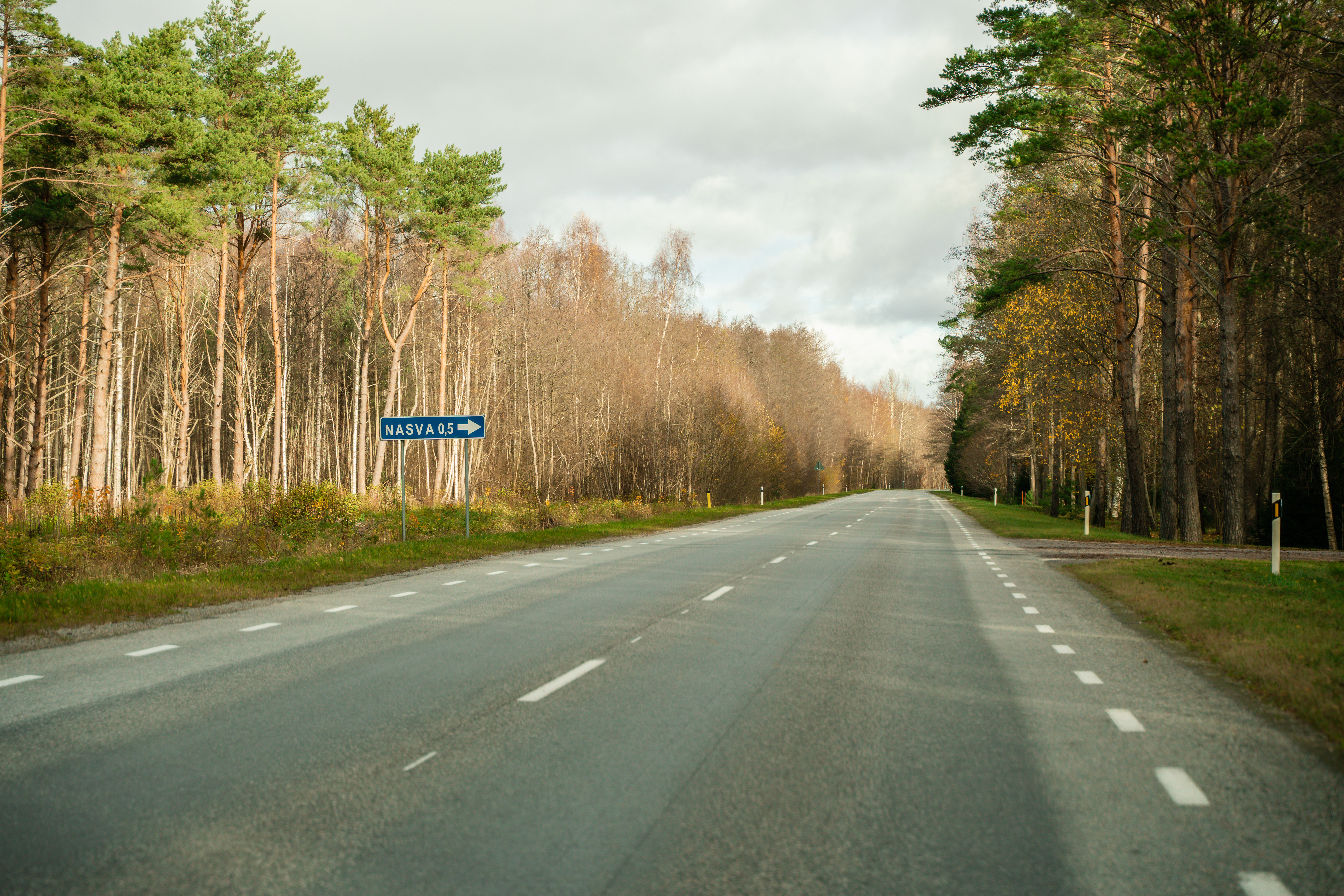
De Tugimaantee 83 bij Nasva
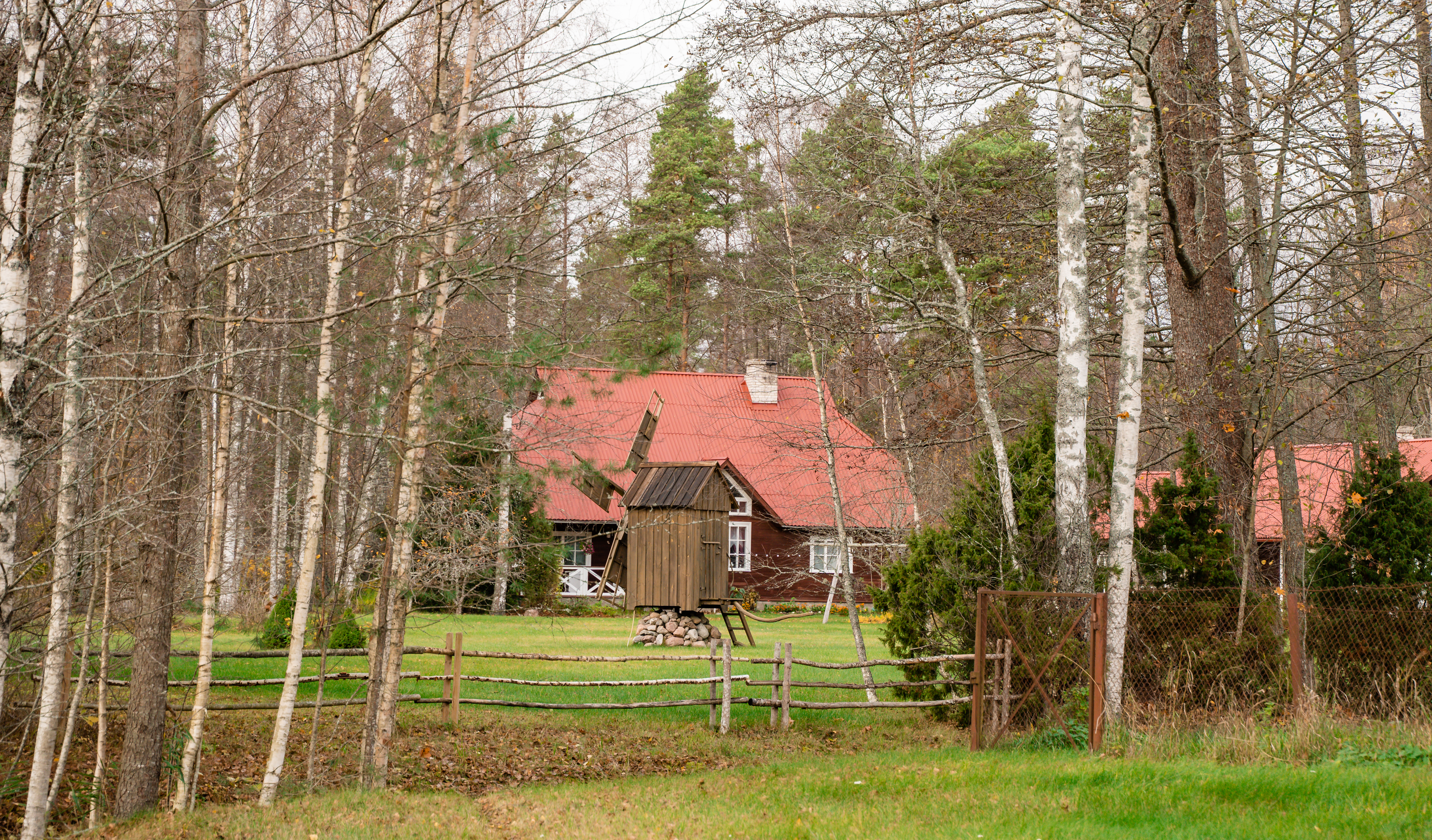
In het dorp
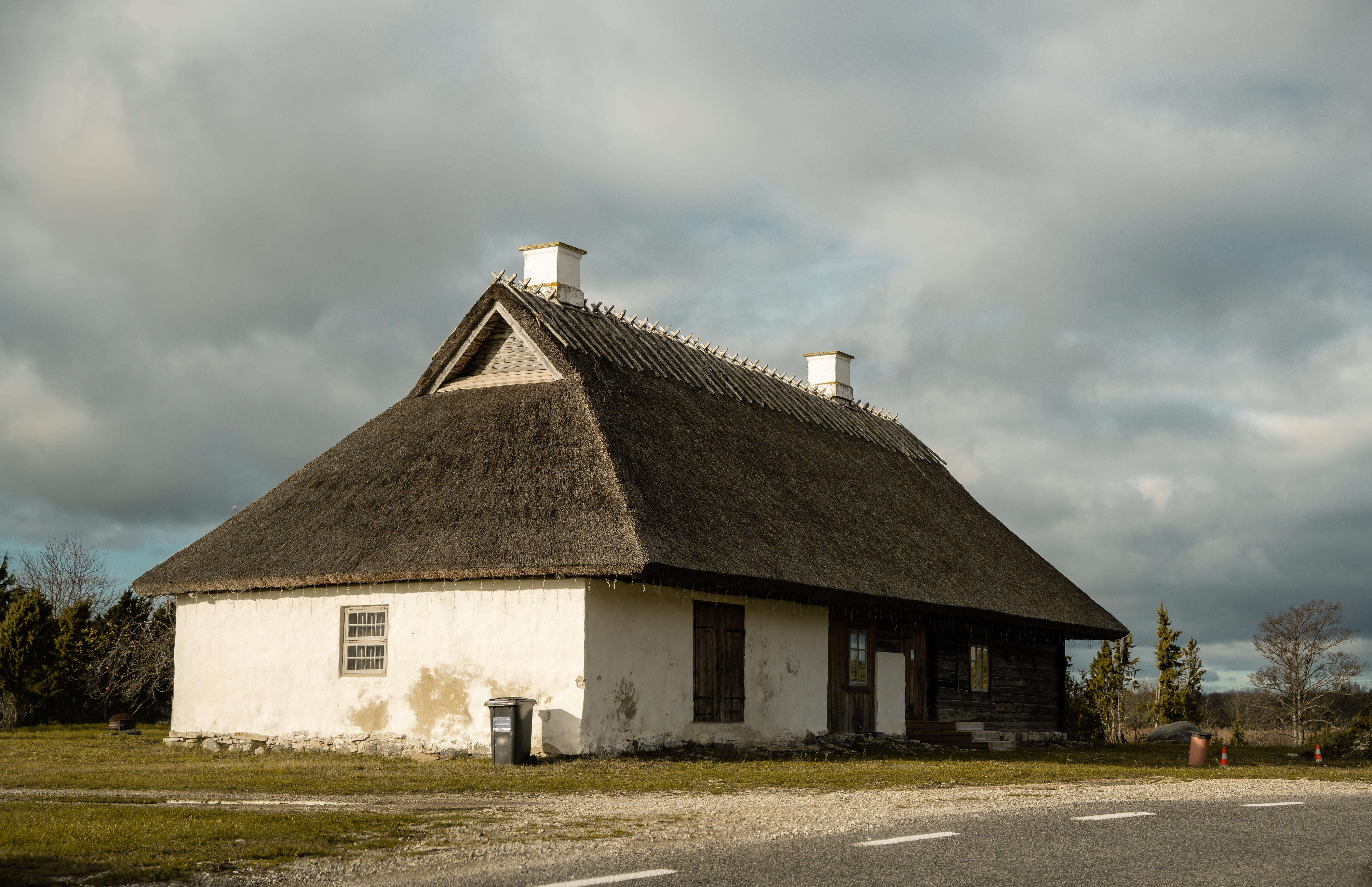
Herberg